# Aari (peuple)
Pour les articles homonymes, voir Aari (homonymie).
Les Aari sont un peuple d'Éthiopie parlant l'aari et vivant dans la zone Debub Omo dans la Région des nations, nationalités et peuples du Sud. Le peuple est divisé en dix tribus, les Bako, Kure, Shangama, Bio, Sido, Argenne, Ubamer, Bargedda, Galila et Gossa.

## Démographie
Selon l'Encyclopaedia Aethiopica, le peuple Aari compte plus de 100.000 personnes. Ce chiffre est à mettre en perspective des 290.000 locuteurs d'aari identifiés. La population occupe un territoire composé de hautes terres et de basses terres situées dans l’extrémité sud-ouest de la région de Debub Omo, au nord de Jinka, dans l’ancienne province de Gamo Gofa.

## Histoire
Les Aari sont voisins de peuples pasteurs dans le sud et le sud-ouest, avec lesquels ils se livrent parfois à des razzias de bétail, notamment avec les Mursi. Cependant, les Aari sont perçus comme pacifiques et principalement agricoles. Ils ont également été en contact avec les Dime au nord-ouest.
Sous le règne de Menelik II, des gouverneurs amharas sont installés afin de devenir propriétaires terriens, réduisant les Aari à un statut de quasi-servitude. Cette domination a provoqué un déclin culturel. Depuis la chute de la monarchie en 1974, les terres sont restituées aux Aari, et leur situation socio-économique s’est nettement améliorée. L’éducation s’est développée dans la plupart des villes.

## Société

### Généralités
Les Aari sont principalement agriculteurs. Ils cultivent diverses variétés de snsat, le sorgho, le maïs, ainsi que d'autres céréales, légumineuses, légumes, fruits et plantes-racines. Le café et la cardamome sont des cultures commerciales importantes. L’élevage comprend des moutons (ou des chèvres en basse altitude), des bovins et des poules. Les mules sont les animaux de bât préférés pour leur capacité à circuler sur des sentiers étroits et glissants.
Les précipitations abondantes, bien qu’idéales pour l’agriculture, entraînent la lessivage de l’iode du sol, provoquant une forte incidence de goitre. Le manque d’accès aux soins a longtemps entraîné une mortalité infantile élevée et de nombreux décès en couches. Aujourd’hui, la situation sanitaire s’améliore grâce à des programmes de vaccination et à la construction d’un hôpital à Jinka. Les maladies respiratoires, digestives et le paludisme demeurent néanmoins préoccupants.

### Organisation sociale et rituels
La société Aari est structurée en deux moitiés patrilinéaires exogames, comprenant plusieurs clans et lignées. L’une est dirigée par la lignée du chef (baabi), l’autre par celle des prêtres. Avant l’arrivée des autorités amharas, les Aari étaient organisés en chefferies, dans lesquelles le baabi jouait un rôle rituel, notamment en inaugurant les semailles et les récoltes. Il était assisté d’un sacerdoce héréditaire, capable de le démettre en cas de manquement à ses obligations.
La majorité des Aari pratiquent une religion traditionnelle centrée sur deux divinités : zaabi, un dieu créateur céleste, et beri, une déesse de la terre et de la fertilité, généralement féminine, vivant dans des bosquets sacrés ou près des cours d’eau. Les offrandes sont déposées dans ces lieux sacrés ou chez les chefs et anciens de clan. Les ancêtres sont également vénérés, et les fondateurs de clans sont souvent considérés comme d’origine surnaturelle.
L'Église orthodoxe est présente dans presque toutes les villes, héritage de l’époque des gouverneurs amharas. Depuis les années 1950, des missions protestantes sont actives, et environ 10 % des Aari se déclarent protestants. 